# مصطفی عمادزاده

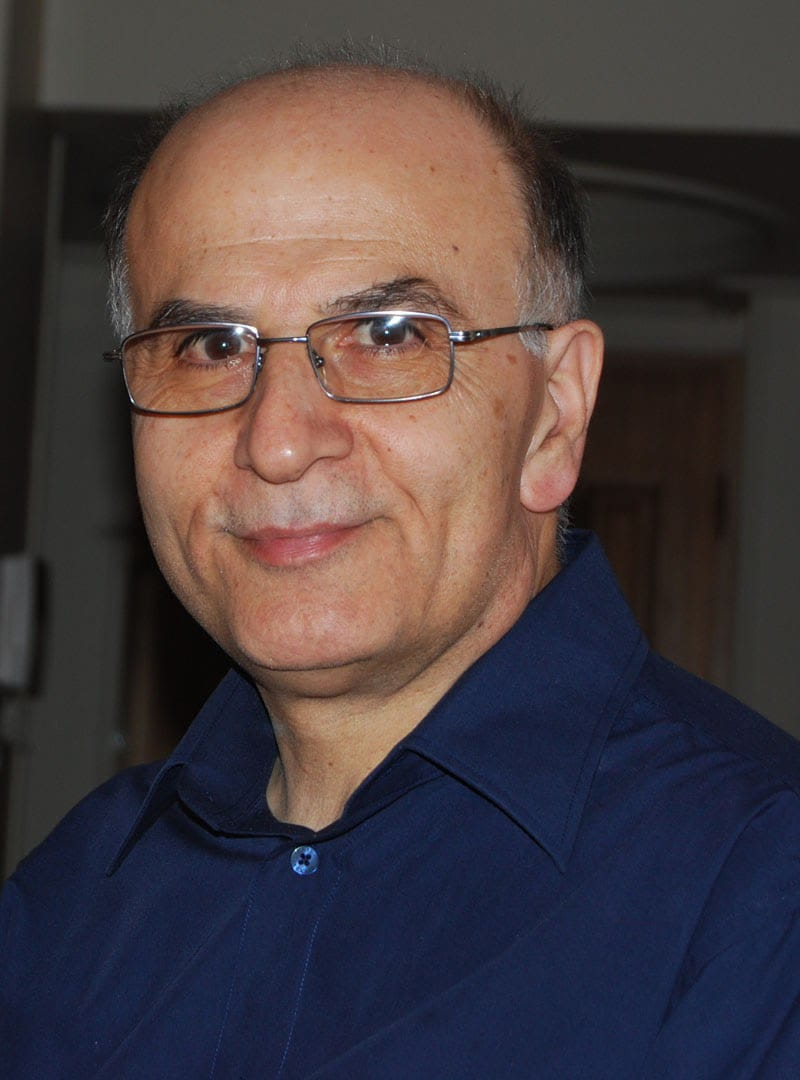

مصطفی عمادزاده (۲۳ اردیبهشت ۱۳۲۸ – ۲۸ خرداد ۱۴۰۳) استاد اقتصاد در دانشگاه اصفهان و یکی از بنیان‌گذاران دانشگاه شیخ بهایی بود. او مؤلف، مترجم و گردآورندهٔ ۱۱ کتاب و بیش از ۱۰۰ مقالهٔ علمی و پژوهشی است که در سال ۱۳۸۵ به عنوان «استاد نمونهٔ کشوری» در ایران انتخاب شد.

## سرگدشت
مصطفی عمادزاده در ۲۳ اردیبهشت ۱۳۲۸ برابر با ۱۳ می ۱۹۴۹ میلادی در تهران به دنیا آمد. پدر وی حسین عمادزاده (۱۲۸۴–۱۳۶۹) مورخ، مدرس و نویسنده آثار تاریخی و مذهبی بود. پدربزرگ اش احمد عمادالواعظین و پدر پدر بزرگ اش حسین عمادالواعظین کربکندیملقّب به «عمادالواعظین» هر دو از روحانیون به نام زمان خود بودند. مادرش، توران نیلفروشان، زنی فرهیخته بود که نقش مهمی در موفقیت‌های همسرش ایفا کرد و همواره یار و پشتیبان او در مسیر علمی و فرهنگی‌اش بود.
او پس از پایان دورهٔ دبستان به دبیرستان جعفری اسلامی وارد شد. دورهٔ کارشناسی اقتصاد بازرگانی را در مدرسه عالی بازرگانی تهران (وابسته به دانشگاه علامه طباطبائی) در سال ۱۳۵۱ به عنوان دانشجوی نمونه به پایان رساند. سپس برای ادامهٔ تحصیل به فرانسه رفت و دوره کارشناسی ارشد اقتصاد توسعه را در سال ۱۳۵۳ و دکترای دولتی اقتصاد را در زمینه سیاست‌های پولی و مالی در دانشگاه کلرمونت در سال ۱۳۵۷ به پایان رساند.
در سال ۱۳۵۷ چند ماه قبل از پیروزی انقلاب به دانشگاه اصفهان آمد و در دانشکده تازه تأسیس علوم اداری و اقتصاد مشغول به کار شد و مدت ۳۲ سال در این دانشگاه مشغول به تدریس و تحقیق بود تا سرانجام در سال ۱۳۸۹ با رتبه استادی از این دانشگاه بازنشسته شد. او در طول دوران فعالیت خود در این دانشکده، مسئولیت‌های اجرایی متعددی را نیز بر عهده داشت که از جمله آن‌ها می‌توان به مدیریت گروه اقتصاد، معاونت آموزشی و معاونت پژوهشی اشاره کرد.
مصطفی عمادزاده همراه با دکتر سید محمود خاتون آبادی، دکتر ناصر قاسم آقایی، مهندس محمود روغنی، دکتر علی دانایی، دکتر مهدی جمشیدیان، دکتر سید محمد حسن فیض، دکتر علی اکبر محمدی، دکتر محمد حسن تحریریان و دکتر جعفر زعفرانی از اعضای هیئت علمی دانشگاه اصفهان در سال ۱۳۷۵ دانشگاه شیخ بهایی را بنیان‌گذاری کرد.

## آثار و تألیفات
در آغاز فعالیت حرفه‌ای، مصطفی عمادزاده به دعوت گروه علوم تربیتی دانشگاه اصفهان، تدریس درس «اقتصاد آموزش و پرورش» را بر عهده گرفت. با توجه به عدم وجود منابع آموزشی مناسب در این زمینه، وی تصمیم گرفت مطالب گردآوری‌شده برای تدریس را به صورت یک کتاب تنظیم کند. نتیجهٔ این تلاش، کتاب اقتصاد آموزش و پرورش بود که نخستین‌بار در سال ۱۳۶۹ منتشر شد. این کتاب بعدها با تکمیل مطالب، چندین‌بار تجدید چاپ شد و به‌دلیل پوشش دادن خلأ موجود در فضای کتاب‌های درسی اقتصاد آموزش، با استقبال گستردهٔ استادان و دانشجویان مواجه گردید. تاکنون این کتاب ۳۵ بار چاپ شده و از پرفروش‌ترین منابع درسی در حوزهٔ خود به‌شمار می‌رود.
در سال‌های بعد، مصطفی عمادزاده تدریس درس «اقتصاد سلامت» را در گروه بهداشت دانشکدهٔ علوم پزشکی دانشگاه اصفهان آغاز کرد. با توجه به ماهیت میان‌رشته‌ای این درس، وی با تلفیق مباحث اقتصادی و مفاهیم سلامت، محتوای آموزشی جامعی فراهم آورد. این درس به‌مدت ۱۰ سال در گروه بهداشت تدریس شد و نتیجهٔ آن، تألیف کتاب سلامتی و رشد اقتصادی بود که در سال ۱۳۹۲ منتشر شد. بیشتر پژوهش‌ها و تالیفات وی در زمینه اقتصاد آموزش عالی و اقتصاد سلامت است.

### تألیف
- اقتصاد آموزش و پرورش، انتشارات جهاد دانشگاهی دانشگاه اصفهان، چاپ سی و پنجم، ۱۴۰۰
- اصول اقتصاد آموزش و پرورش]، [https://jdisf.ac.ir/ انتشارات جهاد دانشگاهی دانشگاه اصفهان، چاپ اول، ۱۳۸۳
- سلامتی و رشد اقتصادی, مصطفی عمادزاده و زهرا قندهاری، انتشارات جهاد دانشگاهی دانشگاه اصفهان، ۱۳۹۲
- رشد اقتصادی، نظریه‌ها و کابردها، مصطفی عمادزاده و فرزانه محمدی، انتشارات دانشگاه شیخ بهایی، اصفهان، ۱۳۹۷
- سرمایه انسانی و رشد اقتصادی، مصطفی عمادزاده و مولود جعفری، انتشارات دانشگاه شیخ بهایی، ۱۳۹۸
- اقتصاد آموزش عالی، مصطفی عمادزاده، مولود جعفری و مریم جعفری، انتشارات دانشگاه شیخ بهایی، و جهاد دانشگاهی دانشگاه اصفهان، ۱۳۹۹
- آموزش عالی از دیدگاه بخش عمومی و بخش خصوصی، انتشارات دانشگاه شیخ بهایی، ۱۴۰۲
- رشد اقتصادی، نظریه‌ها و کاربرد ها، مصطفی عمادزاده و فرزانه محمدی، انتشارات مشترک جهاد دانشگاهی دانشگاه اصفهان و دانشگاه شیخ بهایی
- فصل "اقتصاد آموزش و پرورش" در کتاب «علوم تربیتی، ماهیت و قلمرو آن» زیرنظر دکتر علی محمد کاردان، تهران، سازمان مطالعه و تدوین کتب علوم انسانی دانشگاه‌ها (سمت), ۱۳۸۰
- فصل "رویکردها و چشم اندازهای نو در آموزش عالی " در کتاب "تامین مالی آموزش عالی: جایگاه دولت و بخش خصوصی"، انتشارات پژوهشکده مطالعات فرهنگی و اجتماعی، به اهتمام دکتر محمد یمنی، تهران

### ترجمه
- اقتصاد و جامعه، نوشتهٔ ماکس وبر، با همکاری مهرداد ترابی‌نژاد، عباس منوچهری، انتشارات سمت
- اقتصاد آموزش، نوشتهٔ گرنت جونز، ترجمهٔ مصطفی عمادزاده، انتشارات جهاد دانشگاهی دانشگاه اصفهان
- یادگیری مادام‌العمر در اقتصاد دانش‌محور، ترجمهٔ گزارش بانک جهانی با همکاری فریماه کسائیان، انتشارات جهاد دانشگاهی دانشگاه اصفهان، ۱۳۸۶
- جوامع دانش‌محور، چالش‌های جدید برای آموزش عالی، ترجمهٔ گزارش بانک جهانی با همکاری مرضیه مختاری‌پور، انتشارات جهاد دانشگاهی دانشگاه اصفهان، ۱۳۸۷